# Meir Wiener (Literaturwissenschaftler)

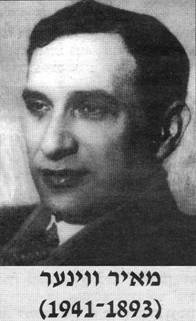
Meir Wiener, vor 1941

Meir Wiener (geboren 1893 in Krakau, Österreich-Ungarn; gestorben Oktober 1941 bei Wjasma, Sowjetunion) war ein polnisch-österreichischer Schriftsteller und Jiddist.

## Leben
Wiener wuchs im seinerzeit österreichisch-ungarischen Krakau in einer Jiddisch, Deutsch und Polnisch sprechenden Familie auf. Er besuchte das deutsche Gymnasium in Krakau und erhielt zu Hause zusätzlichen Unterricht. Mit der Familie zog er nach Wien, nach Ausbruch des Ersten Weltkriegs wurde Wiener als untauglich vom Kriegsdienst befreit und ging 1915 für ein Philosophiestudium in die Schweiz nach Basel und Zürich, ohne allerdings einen akademischen Abschluss zu erlangen. Ab 1919 war er in Berlin als Herausgeber tätig. Im Jahr 1925 trat er in Österreich der KPÖ bei, zog aber weiter nach Paris. Ab Herbst 1926 hielt er sich in der Sowjetunion in Charkiw auf und schrieb dort für die jiddische Zeitschrift Di royte velt. In Kiew wurde er Leiter der Literatur- und Volkskunstabteilung des Instituts für Jüdische Proletarische Kultur. Zwischen 1935 und 1938 leitete er die Abteilung für Jiddische Sprache und Literatur am Moskauer Pädagogischen Institut. Nach dem deutschen Überfall auf die Sowjetunion wurde er in das Moskauer Schriftsteller-Bataillon eingezogen und starb Anfang Oktober 1941 an der Front bei Wjasma.

## Werk
Ab 1919 veröffentlichte Wiener Artikel zur jiddischen und hebräischen Literatur in den zionistischen deutschsprachigen Zeitschriften Der Jude, „Jerubbaal“ und „Menora“. In der österreichischen zionistischen Zeitschrift „Esra“ schrieb er 1920 eine scharfe Kritik des bourgeoisen Charakters des Zionismus. Wiener assistierte 1922 dem Prager Rabbi Heinrich Brody bei dessen Anthologia Hebraica.
1920 erschien von Wiener eine Sammlung jiddischer Dichtungen und eine Übersetzung hebräischer Lyrik, die von Gershom Scholem wegen ihrer Ungenauigkeit und Wieners Anlehnung an den spirituellen Expressionismus kritisiert wurde. Wiener kam um 1924 in Berlin unter den Einfluss der Schriftsteller Leyb Kvitko und Der Nister, die wie er an einer Verbindung von Judentum und Kommunismus interessiert waren. Nach seiner Übersiedlung 1926 in die Sowjetunion konnte Wiener dort seinen 1923 in Berlin verfassten ersten Roman Ele Faleks untergang, der im Vorkriegs-Krakau spielte, in Druck bringen. 1934 erschien sein zweiter Roman, Kolev Ashkenazi, dessen Handlung im Krakau des 17. Jahrhunderts angesiedelt ist. In der Sowjetunion wandte er sich der marxistischen Literaturtheorie zu.
Wieners durch den Krieg abgebrochene literaturhistorische Arbeit erschien 1945 postum in New York City unter dem Titel Tsu der geshikhte fun der yidisher literatur in 19. yorhundert. Schwerpunkt seiner Untersuchungen sind die Autoren der Haskala, Israel Aksenfeld, Salomon Ettinger, Mendele Moicher Sforim und Sholem Aleichem. Postum erschienen in den 1960er Jahren in der Sowjetunion seine Kindheitserinnerungen und die Novelle Los khudios. Sein Opus magnum, ein Roman über die Berliner Juden der 1920er Jahre, ist noch unveröffentlicht.

## Schriften (Auswahl)
- Die Lyrik der Kabbalah: eine Anthologie. Geistliche Lyrik der Juden in Nachdichtungen, Wien : Löwit, 1920
- Messias. Drei Dichtungen, Wien : Löwit, 1920
- mit Heinrich Brody: Anthologia hebraica, Insel Verlag, Leipzig (5682) 1922. (Mivḥar ha-shirah ha-ʻIvrit : le-mi-yom ḥatom ketave ha-ḳodesh ʻad-gelot Yiśrael me-ʻal ʼadmat Sefarad bi-shenat 5252)[3]
- Von den Symbolen : zehn Kapitel über den Ausdruck des Geistes, Berlin ; Wien : Benjamin Harz, 1924
- Jüdische Frömmigkeit und religiöses Dogma, Berlin : Philo Verlag, 1924
- Ele Faleḳs unṭergang, Kharkiv, Melukhe-Farlag fun Ukraine, 1929
- Genarṭe ṿelṭ : ḳomedye fun an umbaḳanṭn aṿṭor inem tsṿeyṭn yortsendliḳ funem nayntsnṭn yorhunderṭ, Mosḳṿe : Melukhe-farlag „Der Emes“, 1940.
- Tsu der geshikhṭe fun der Yidisher liṭeraṭur in 19ṭn yorhunderṭ : eṭyudn un maṭeryaln. Von 1893–1941, Kiev, Melukhe-farlag far di natsionale minderhayṭn in USSR, 1940
- Dos shṭernṭikhl : roman
- Nokh tsṿey hozn : noṿele
- Vegn Sholem Aleichems Humor, 1941